# بيوت الدعارة في المعسكرات الألمانية خلال الحرب العالمية الثانية

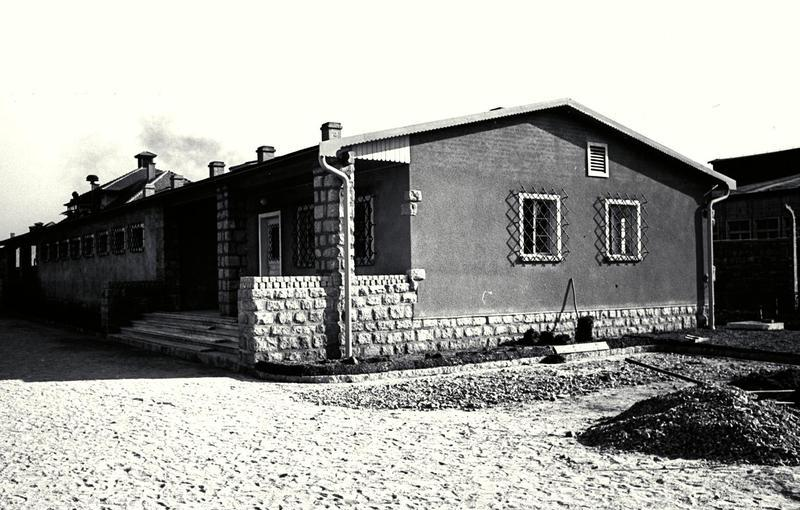

خلال الحرب العالمية الثانية، أنشأت ألمانيا النازية بيوت دعارة ضمن معسكرات الاعتقال (لاجيربورديل) وذلك لتحفيز السجناء من أجل تقديم التعاون، ورغم أن هذه المؤسسات كانت تُستخدم في معظمها من قِبَل معسكر كابو و «موظفي السجون» والعنصر الجنائي، لأن السجناء العاديين، المفلسين والضعفاء، كانوا أكثر ضعفًا مما ينبغي إزاء تعرضهم لقوات شوتزشتافل الأمنية الخاصة. في النهاية، لم تُسفر بيوت الدعارة في المعسكرات عن أي زيادة ملحوظة في مستويات إنتاجية عمل السجناء، بل قد أنشأت سوق للكوبونات بين كبار الشخصيات داخل المعسكر.
أُجبِرَت النساء على دخول هذه البيوت في الأساس من معسكر رافنسبروك للاعتقال، باستثناء معسكر أوشفيتز بيركينو، الذي عمِلَ على توظيف سجنائه. وبالجمع بين بيوت الدعارة العسكرية الألمانية في الحرب العالمية الثانية، يُقدر أن 34,140 سجينة على الأقل قد أُجبرن على ممارسة العبودية الجنسية أثناء الرايخ الثالث.

## الخلفية التاريخية وعمليات التحضير
أُنشأ بيت الدعارة الأول في معسكر اعتقال ماوتهاوزن عام 1942. بعد 30 يونيو من عام 1943، أُنشأ بيت للدعارة في معسكر اعتقال أوشفيتز بيركينو، وفي 15 يوليو من عام 1943، أُنشِأ معسكر بوخنفالد. تأسس بيت الدعارة في معسكر الاعتقال نوينجامى في أوائل عام 1944، وآخر في معسكر اعتقال داخاو في مايو عام 1944، وأيضًا في معسكر ميتلباو دورا في أواخر الصيف، وآخرها في معسكر اعتقال ساكسنهاوزن في 8 أغسطس عام 1944. ثمَّة تواريخ لإنشاء بيت الدعارة في معسكر اعتقال فلوسنبرج: أحد المصادر يدّعي إنشائه في صيف عام 1943؛ في حين تفيد مصادر أخرى بأنه لم يُنشأ حتى 25 مارس من عام 1944.
عادةً ما يتم بناء بيوت الدعارة في المعسكرات الاعتقالية كثكنات محاطة بسور من الأسلاك الشائكة، مع غرف فردية صغيرة تتسع إلى ما يقارب 20 سجينة، تحت إدارة حارسة (أوفسيغن). تُستبدل النساء بشكل متكرر بسبب تعرضهم للإرهاق أو المرض، ثم في وقت لاحق يُرسلنهن للقاء حتفهم. تُفتح بيوت الدعارة في المساء فقط. ولم يسمح للسجناء الذكور من اليهود بالدخول بوصفهم زبائن. أما أولئك الذين يمكنهم الوصول إلى مجموعة العملاء (آريان في آي بي فقط)، فهم مضطرين إلى التسجيل ليوم معين ودفع 2 رايخ-مارك لقاء 20 دقيقة من «الخدمة» استنادًا إلى جدول محدد مسبقًا. يتم تنسيق النساء مع الزبائن من قِبَل رجل من قوات الأمن الخاصة (شوتزشتافل). سيطر المجرمين العاديين على سوق «الكوبونات» بشكل روتيني الذين كانوا يرتدون شارة معسكر الاعتقال النازي (ومن هنا كان يُطلق عليهم اسم «شوتزشتافل»). ثمَّة أدلة (مثيرة للجدل إلى حد ما) تُشير إلى أن النساء في بعض بيوت الدعارة قد وُوسمن بوشوم على صدورهن لعبارة فيلد-هور (بالألمانية: Feld-Hure). وقد خضع بعضهن لعمليات تعقيم وإجهاض قسرية، ما أدَّى في كثير من الأحيان إلى وفاتهن.
أُشير إلى موضوع الدعارة القسري داخل المعسكرات في مذكرات الناجيات منهن عام 1972، عندما نُشرت الطبعة الأولى من كتاب هاينز هيغر. لكن بقي هذا الموضوع محظورًا إلى حد كبير في الدراسات المتعلقة بالنازية حتى منتصف تسعينيات القرن العشرين، عندما كسرت منشورات جديدة من قِبَل بعض الباحثات الصمت.
في بعض الأحيان، أغرت قوات الأمن الخاصة (شوتزشتافل) النساء إلى العمل في بيوت الدعارة من خلال الوعد بالمعاملة الإنسانية الحَسَنة أو خفض مدة عقوبتهن إلى أجل غير مسمى. وقد تسبب ذلك في غضب بعض السجينات أو شعورهم بالحسد. ذكرت نينا مايكيلوفنا، وهي سجينة في المعسكر الروسي، قائلة: «عندما علمنا أنهم قد اختاروا فتاة من مهجعنا، أمسكنا بها وألقينا عليها بطانية وضربناها على نحو سيئ حتى لم تعد تستطيع التحرك. ولم يكن من الواضح ما إذا كانت ستتعافى أم لا. كان جلّ ما يرغبون به هو العيش حياة رغيدة لكننا قد عاقبنهن على ذلك بهذه الطريقة».